# Клептопластія
Клептопластія — явище накопичення хлоропластів у  тканинах організмів, що живляться  водоростями. Самі водорості, за винятком хлоропластів, при цьому перетравлюються. У тканинах хижака хлоропласти якийсь час фотосинтезують, і продукти фотосинтезу використовуються господарем.
Термін був запропонований в 1990 році Керрі Кларком, Катхе Єнсен та Г'ю Стрітсом.

## Приклади

### Динофлагеляти
Стабільність переданих хлоропластів (клептопластидів) варіює у різних видів водоростей. У  динофлагелят Gymnodinium і Pfisteria piscicida клептопластиди зберігають фотосинтетичну активність лише протягом декількох днів, а клептопластіди Dinophysis можуть зберігати фотосинтетичну функцію протягом 2 місяців. У деяких динофлагелят клептопластія розглядається як механізм, який демонструє функціональну гнучкість хлоропластів або як початковий еволюційний етап у процесі безперервного утворення нових хлоропластів.

### Інфузорії

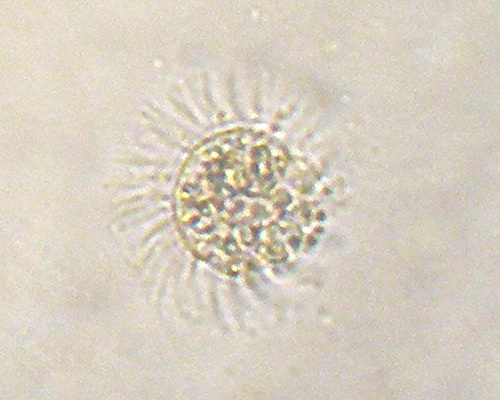
Myrionecta rubra

Myrionecta rubra — вид інфузорій, що накопичує хлоропласти  криптофітової водорості Geminigera cryophila.

### Форамініфери
У деяких видів форамініфер родів Bulimina, Elphidium, Haynesina, Nonion, Nonionella, Nonionellina, Reophax і Stainforthia було показано накопичення хлоропластів  діатомових водоростей.

### Мішкоязикові молюски

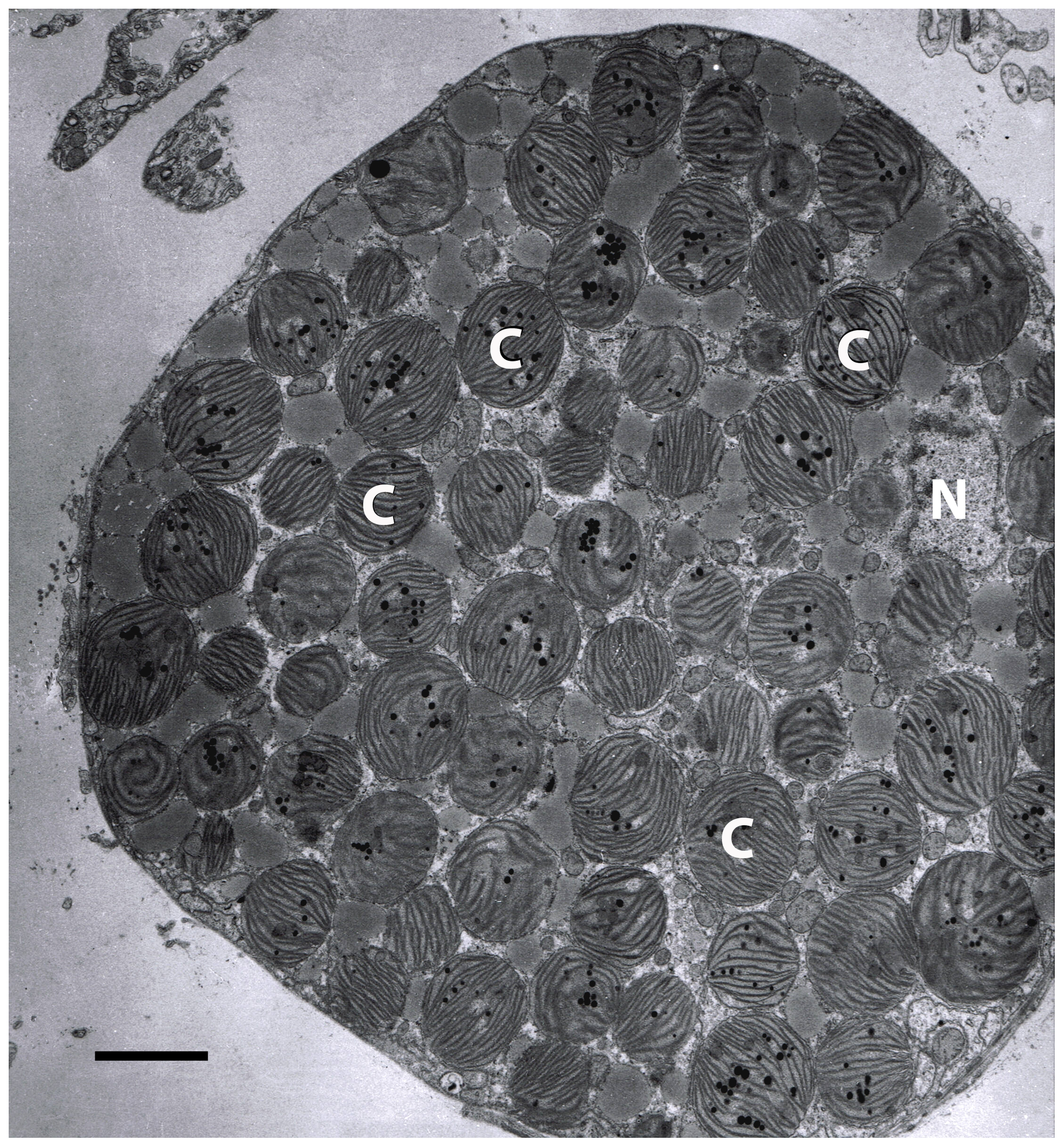
Електронна мікрофотографія клітини з травного тракту молюска Elysia clarki, щільно заповненої поглиненими хлоропластами. С — хлоропласти, N — ядро.

Єдиними  тваринами, у яких відоме явище клептопластії, є черевоногі молюски групи мішкоязичні (Sacoglossa). Кілька видів мішкоязичних здатні захоплювати хлоропласти неушкодженими і функціональними з різних  водоростей, якими живляться. Захоплення хлоропластів здійснюють спеціальні клітини в сліпих випинаннях  травного тракту —  дивертикулах. Першим молюском, у якого був описаний горизонтальний перенос пластид, є вид Elysia chlorotica, який захоплює пластиди водорості Vaucheria litorea. Накопичувати хлоропласти молюски починають у молодому віці з водоростей і, перетравлюючи все, крім хлоропластів. Хлоропласти захоплюються шляхом фагоцитозу спеціальними клітинами, що заповнюють сильно розгалужені травні трубки, які забезпечують господаря продуктами фотосинтезу. Така незвичайна особливість мішкоязикових дозволила назвати їх «фотосинтезуючими молюсками».
Деякі голозяброві черевоногі, наприклад, Pteraeolidia ianthina, Costasiella kuroshimae живуть у  симбіотичних відносинах з  зооксантелами та іншими водоростями, що мешкають в дивертикулах травного тракту молюсків, так що їх теж можна назвати «фотосинтезуючими молюсками».